# Martin Lauer
Karl-Martin Lauer (Colônia, 2 de janeiro de 1937) é um ex-atleta da Alemanha Ocidental, campeão olímpico em Roma 1960.
Atleta prolífico, com maiores sucessos individuais nos 110 metros com barreiras, Lauer participou dos Jogos Olímpicos de Melbourne nesta prova e no decatlo, sem conseguir medalhas. No Campeonato Europeu de Atletismo de 1958, ficou com o ouro na prova de barreiras, quebrando o recorde mundial, feito repetido no ano seguinte - 13s2, em Zurique - além de outro recorde em equipe, como integrante dos 4x100 m rasos. Em 1959, foi eleito Atleta do Ano pela revista especializada Track & Field News.
Lauer participou do revezamento 4x100 m - formado por ele, Armin Hary, Walter Mahlendorf e Bernd Cullmann - dos Jogos Olímpicos de Roma, em 1960. A Equipe Unificada Alemã chegou em segundo lugar na prova, mas com a desclassificação posterior da equipe dos Estados Unidos, por falta na troca de bastões, os alemães ficaram com a medalha de ouro. O tempo dos campeões igualou o recorde mundial da época, 39s5.